# Olivenebula monticola
Olivenebula monticola is een vlinder uit de familie van de uilen (Noctuidae). De wetenschappelijke naam van de soort is voor het eerst geldig gepubliceerd in 1977 door Kishida & Yoshimoto.